# Live (At Mr. Kelly's)
Live (At Mr. Kelly's) — концертний альбом американського блюзового музиканта Мадді Вотерса, випущений у 1971 році лейблом Chess.

## Про альбом
За винятком альбому Beach Party Бо Діддлі, лейбл Chess намагався записувати своїх провідних артистів під час концерту вже досить запізно, і часто, не повністю. Хаулін Вульф, наприклад, випустив лише один концертний альбом вже наприкінці своєї кар'єри, а такі провідні музиканти лейблу як Літтл Волтер і Сонні Бой Вільямсон II ніколи не були записані під час концерту. Цей альбом Вотерса був записаний під час двох концертів у 1971 році в одному з найкращих чиказьких клубів Mister Kelly's, і став третім повноцінним концертним альбомом у його кар'єрі. Вотерсу акомпанує його постійний гурт зразка 1970-х, а сам музикант перебуває у чудовій формі, зокрема голос і слайд-гітара, а також гра гітаристів Семмі Лоугорна і Пі Ві Крейтона.
Вотерс виконує власні «Strange Woman», «Blow Wind Blow» і «Country Boy», а також кавер-версії «Nine Below Zero» Сонні Бой Вільямсона, «Stormy Monday Blues» Ті-Боун Вокера, «Boom, Boom» Джона Лі Гукера та «You Don't Have to Go» Джиммі Ріда.
Альбом був випущений лейблом Chess у жовтні 1971 року. У 1992 році був перевиданий на CD з додатковими композиціями «She's Nineteen Years Old» і «Long Distance Call».

## Список композицій
1. «What Is That She Got?» (Маккінлі Морганфілд) — 4:30
2. «You Don't Have to Go» (Джиммі Рід) — 3:25
3. «Strange Woman» (Маккінлі Морганфілд, Ральф Басс) — 5:00
4. «Blow Wind Blow» (Маккінлі Морганфілд) — 4:30
5. «Country Boy» (Маккінлі Морганфілд) — 4:58
6. «Nine Below Zero» (Сонні Бой Вільямсон) — 4:45
7. «Stormy Monday Blues» (Аарон Вокер) — 4:38
8. «Mud Cat» (Маккінлі Морганфілд) — 3:37 [інструментальна]
9. «Boom, Boom» (Джон Лі Гукер) — 4:38
10. «C.C. Woman» (Маккінлі Морганфілд) — 3:45

## Учасники запису
- Мадді Вотерс — вокал, гітара
- Джеймс Коттон [як Джо «Денім»] (1, 3, 9), Пол Ошер — губна гармоніка
- Джеймс Медісон, Семмі Лоугорн — гітара
- Келвін Джонс — бас-гітара
- Джо Перкінс — фортепіано
- Віллі Сміт — ударні

Технічний персонал
- Ральф Басс — продюсер
- Брюс Свідієн — інженер
- Джеррі Гріффіт — фотографія
- Паула Бізакка — дизайн
- Девід Крігер — артдиректор